# Ahmed El-Nemr
Ahmed El-Nemr (Caïro, 21 november 1978) is een Egyptisch voormalig boogschutter.

## Carrière
El-Nemr na deel aan de Olympische Spelen in 2012 waar hij in de eerste ronde won van Crispin Duenas maar in de tweede ronde verloor van Kuo Cheng-wei. In 2016 nam hij opnieuw deel nu verloor hij in de eerste ronde van Taylor Worth.
In 2011 won hij zilver op de Arabische Spelen en in 2013 won hij goud op de Middellandse Zeespelen in Turkije beide in de teamcompetitie.

## Erelijst

### Olympische Spelen
- 2012: 2e ronde (verloren van Kuo Cheng-wei met 2-6)
- 2016: 1e ronde (verloren van Taylor Worth met 0-6)

### Wereldkampioenschap
- 2011: 143e kwalificatie
- 2015: 1e ronde (verloren van Lasha Pkhakadze met 4-6)

### Arabische Spelen
- 2011:  Qatar (team)

### Middellandse Zeespelen
- 2013:  Turkije (team)